# 매발톱나무
매발톱나무는 한반도의 중부 이북, 일본, 중국, 시베리아 동부에 분포하는 낙엽관목으로 키는 약 2m까지 자란다. 2년생 가지는 회색을 띠며, 잎자루 부위에는 세 갈래로 갈라진 길이 1~2cm의 가시가 있다. 잎은 새로 생긴 가지에서는 어긋나며 잎 가장자리에는 바늘 모양 톱니가 있다. 꽃은 노란색을 띠며, 4-5월에 잎겨드랑이에 총상꽃차례로 무리지어 달린다. 열매는 타원형이고 7-9월에 붉은색으로 익는다. 잎자루 부위에 달린 가시의 모양이 매의 발톱과 닮아서 매발톱나무라고 부른다.